# 精神刺激薬精神病
精神刺激薬精神病（せいしんしげきやくせいしんびょう、英語: Stimulant psychosis）とは、精神刺激薬を使用した一部の人に生じる精神病性障害である。薬物が原因であると認識できない幻覚（体から虫がわくなど）や妄想（追われているなど）により、著しい苦痛や機能的な障害を起こしているほど重症なものを指す。精神刺激薬精神病は、一般に精神刺激薬乱用の人々に生じるが、医学的監督下において治療用量の精神刺激薬を摂取していても生じることがある。覚醒剤精神病、その旧称である覚醒剤中毒が含まれる。最も一般的な原因物質は、アンフェタミンやコカインであるが、a-PVPのような新規デザイナードラッグでも類似の症状を発する。

## 歴史
アンフェタミンやメタンフェタミンは覚醒アミン、覚醒剤と総称され、1938年にヤングはアンフェタミンの妄想状態を報告し、後にコンネルが精神病として42例報告し、覚醒アミン精神病として確立された、最も有名なアンフェタミン類の流行は、日本における1950年の初頭のメタンフェタミンの乱用であり、入院直後に薬の使用が中止され脱力状態が平均12日（6～17日）、その後、躁状態平均16日（10～25日）の躁状態があり多くはそのまま軽快するものの、覚醒剤によるものと、統合失調症や躁うつ病を比較して、鑑別できないものが5～6%あり、国外にはそのような報告はないとしている。

## 兆候と症状
精神刺激薬精神病の症状は、摂取した薬物によって若干異なるが、概して幻覚、妄想、思考障害のような原発性精神病の症状と同じものや、極端な場合緊張病である。
精神刺激薬精神病（原発性精神病ではない）では、長期的な精神刺激薬乱用、あるいは急性の過剰摂取では次のような身体症状も存在する傾向がある。攻撃性、不整脈、散瞳、下痢、高血圧、高体温、吐き気、早い呼吸、落ち着きのなさ、発作、睡眠不足、振戦、嘔吐である。

## 精神病の原因となることが知られている精神刺激薬

### 置換アンフェタミン類
アンフェタミン類や、置換アンフェタミン類の薬物では、慢性的に乱用したり、高用量を使用した際に「アンフェタミン精神病」を誘発する事が知られている。
オーストラリアでの研究では、309人の現にアンフェタミンを使用している者の18％に、1年以内に臨床水準の精神病の体験があった。
メタンフェタミンによる精神病は、日本では覚醒剤精神病として知られ、1956年にも立津政順・後藤彰夫・藤原豪らが覚醒剤中毒として記述し、その覚醒剤の流行の経緯と中毒症状の経過を報告しているが、薬の使用を中止して精神病が発展していくことはなく、中毒者に遺伝性の精神障害やパーソナリティが異常な者が多く元来の精神病者が入り込んでいる可能性があるとして報告されている。
アンフェタミン類の分子は、メチル基のあるフェネチルアミンの骨格に、α炭素を結合から成る。置換アンフェタミン類は、1つ以上の置換のある同じ構造から成る。一般的な例として、カチノン、DOM、エフェドリン、MDMA、メタンフェタミン、メトカチノンが挙げられ、多数のそのような化合物が合成されてきた。
アンフェタミン精神病の症状は、聴覚と視覚の幻覚、被害妄想が挙げられ、そして、はっきりした意識と極度の興奮が同時にある妄想である。メタンフェタミン精神病からの回復における日本での研究は、メタンフェタミンの中止から、10日以内に64％の回復率を、30日以内に82%の回復率を報告した。しかしながら、使用者の約5～15%は、長期間における完全な回復ができないことが示唆されている。さらには、小量でさえも精神病は急速に再形成される。いくらかの事例では、置換アンフェタミン類が使用されなくても、心理社会的なストレスは精神病再発の独立した危険因子となることが判明している。長期化するか否かについては、下記の#鑑別診断も参照。
急性アンフェタミン精神病の症状は、統合失調症の急性期のものと、酷似している。とはいえ、アンフェタミン精神病においては視覚的な幻覚はより一般的であり、思考障害はまれである。アンフェタミン精神病は、薬物の使用量の多さに単に関連する可能性があり、あるいは薬物の使用量の多さは統合失調症に対する潜在的な脆弱性をもたらす可能性がある。アンフェタミン精神病と統合失調症への脆弱性には、遺伝的な関連の可能性があることを示すいくらかの証拠が存在する。アンフェタミン精神病の既往歴のあるメタンフェタミン使用者の親族は、既往歴のない使用者と比較して、5倍以上が統合失調症と診断されている。アンフェタミン精神病におけるこの障害は、急速に症状が解消することによって鑑別され、一方で統合失調症では慢性的な経過を辿る傾向が強い。
まれではあるが、正式に認識されているアンフェタミン離脱精神病（AWP）として知られる状態は、置換アンフェタミン類の使用を中止した際に生じる可能性があり、その名の通り、置換アンフェタミン類からの離脱時に出現する。一方で、AWPと類似した障害は異なっており、置換アンフェタミン類が症状を増加させるというよりは減少させ、またその精神病あるいは躁は、以前の投与量計画の再開に伴って解消する。

### コカイン
コカインは、一時的な精神病を誘発する似たような潜在性を有し、コカイン乱用者の半数以上が、ある時点においていくらかの精神病症状を報告する。典型的な苦痛な症状には、後をつけられているという被害妄想や、薬物の使用が妄想的な信念に後押しされた幻覚を伴って、監視されていると感じることが挙げられる。蟻走感（コカイン・バグ）を伴う寄生虫妄想症もまた、かなり一般的な症状である。
コカイン誘発性精神病は、その薬物の精神病的な作用に感作を示す。その意味は、繰り返される断続的な使用によって、精神病はより重篤となるということである。

### メチルフェニデート
メチルフェニデートは、商品名リタリンで知られ、コカインの作用機序によく似た中枢神経系刺激薬である。メチルフェニデートの慢性的な使用は精神病につながりうる。とはいえ、短期間のメチルフェニデート投薬における安全性プロフィールは十分に確立されており、短期間の臨床試験では、治療用量におけるメチルフェニデート誘発性精神病は、非常に低い発生率（0.1%）を明らかにしている。治療用量でさえ、メチルフェニデートの長期的な使用における特徴的な影響は、依然として不明である。1999年に発表された自然観察的な研究では、平均21か月にわたり追跡調査をし、外来診療所においてメチルフェニデートを処方された児童や若年者が98人のうち6人（約6%）が、治療用量を服用している期間中に精神病症状を発症し、その多くは薬の中止によって改善した。とはいえ、対照群を欠いており、医薬品の影響に帰属するのは不可能である。
医薬品承認のための試験では、精神病症状は0.25%から1.5%のまれな反応だとされているが、こうした試験では試験を通りやすくするための精神医学的な問題の少ないものが選ばれており、異なる条件であるうつ病、双極性障害、統合失調症の両親を持つ子供では、83%がメチルフェニデートを用いていた精神刺激薬の使用群では62.5％が精神病症状を呈し、服用していない群では27.4％であった。
懸念が持ち上がっており、長期間の投薬においては、薬物依存症、偏執病、統合失調症、また他の精神刺激薬と同じような振る舞いにおける行動感作を引き起こしうる。メチルフェニデートによる精神病性の症状は、声が聞こえる聴覚的幻覚、幻視、自身を害する衝動、著しい不安、躁、誇大、被害妄想、混乱、錯乱、攻撃性の増加、易刺激性を含むことができる。精神疾患の家系は、ADHDを持つ児童における精神刺激薬中毒症状の出現率を予測できず、メチルフェニデート精神病の発症を予測するのは困難である。
メチルフェニデートの離脱症状も、精神病とうつを含み、また医薬品を漸減することで最小限におさえることができる。

### カフェイン
カフェインに関する限定的な証拠があり、高用量あるいは慢性的に乱用した際、正常な個体において精神病を誘発したり、統合失調症と診断された者の既存の精神病を悪化させる可能性がある。
カフェイン誘発性精神病は、医学的論文でまれに報告され、調査や証拠が欠如していることによって議論されている。

### モダフィニル・アドラフィニル
投与初期において統合失調症様の重篤な症状を呈する例がある。

## 鑑別診断
『疾病及び関連保健問題の国際統計分類』（ICD-10）では、向精神薬誘発性精神病の状態は、アンフェタミンやコカイン精神病の場合のように短期的なものであり、誤ってより深刻な統合失調症のような状態が診断されれば、悲惨な影響を与えると注意している。
『精神障害の診断と統計マニュアル第4版』（DSM-IV）では以下の通りである。物質誘発性精神病性障害は、物質の中毒あるいは離脱の期間中にのみ生じる。アンフェタミンでは、抗精神病薬を使用しても数週間以上続く、一過性の精神病を生じることがある。その『第5版』（DSM-5）では、本人が薬物によって生じていると認識している場合（現実検討できている）、薬物中毒や離脱と診断されるとされる。
アルコール依存症の場合、アルコールの離脱に伴って振戦せん妄が発現する可能性がある。物質誘発性せん妄は、錯乱、失見当識や意識が混濁しているため診断が異なる。
覚醒剤では、使用歴が分からないと精神科医でも統合失調症と誤診する。違法なため口が堅く初診時に言わず、気づかないことがありえ、症状としては固い冷たさ、感覚鈍麻は示さないことが多く、対人反応や意思疎通はよく保たれており、口づての知識から症状が薬の使用によると感づいていたりすることも多く、使用を中止すると症状は急速に軽快していく。少量の使用で症状が再燃することがある。